# Aerva incana
Aerva incana är en amarantväxtart som beskrevs av Karl Suessenguth. Aerva incana ingår i släktet Aerva och familjen amarantväxter. Inga underarter finns listade i Catalogue of Life.